# Georg Heym
Pour les articles homonymes, voir Heym.
Georg Heym (né le 30 octobre 1887 en province de Silésie - mort à Berlin le 16 janvier 1912) est un poète expressionniste allemand. Il exprime dans ses poèmes le désespoir de la misère et la souffrance occasionnée par la solitude inhérente à la vie urbaine:

« un amoureux de la Grèce antique, qui étouffait dans le monde moderne. Son œuvre, partagée entre la violence et l'harmonie, le grotesque et le fantastique, l'illumination et l'hallucination, contient une image riche et variée des débuts de l'expressionnisme allemand et livre, en ses contradictions, un témoignage précieux sur les antagonismes de l'époque. »

— Quatrième de couverture de Georg Heym — Œuvre poétique 1910-1912, tr. et postface de D. Iehl, 2012

## Biographie
Georg Heym est né le 30 octobre 1887 à Hirschberg en province de Silésie.
Son père était avocat à la Cour militaire de l'Empire; c'était un protestant sévère. Sa mère était plus effacée. Il a une sœur Gertrud.
Le jeune homme fit des études de Droit contre lesquelles il lui arrivait de se révolter violemment dans son Journal car elles contrariaient sa « pulsion créatrice » d'écrivain : « Ma nature est prise dans une camisole de force. [...] Mon drame devrait être depuis longtemps achevé. Et maintenant voilà qu'il faut que je me gave comme une truie qu'on engraisse de ce droit de putain de merde; c'est à vomir » (29.11.1910).
Il n'a physiquement rien d'un « pâle » intellectuel et son allure est plutôt athlétique, en contradiction avec le désarroi qu'il lui arrive d'exprimer dans son Journal.
Il admire Rimbaud et Hölderlin.
L'été 1910, il s'affirme poétiquement dans le « Nouveau Club » (Der Neue Club (de)). Son recueil de poèmes Der ewige Tag (« Le jour éternel ») paraît chez Ernst Rowohlt en 1911. Entre 1910 et 1912, il écrit « environ 500 pages de poèmes constituant l'essentiel de son œuvre lyrique ».

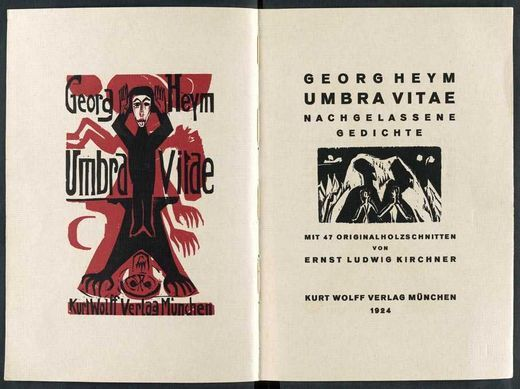
Umbra vitae, avec 47 gravures sur bois de Ernst Ludwig Kirchner, 1924.

Il est mort accidentellement le 16 janvier 1912 en allant patiner sur la Havel avec un ami. Cette mort reste énigmatique et se serait même annoncée au jeune poète dans un rêve prémonitoire. Ernst Stadler écrira en mai 1912 dans les Cahiers alsaciens:

« Avec Georg Heym, mort accidentellement l'hiver dernier à peine âgé de vingt-cinq ans en patinant sur le Wannsee près de Berlin, a disparu l'un des jeunes talents les plus riches de la poésie allemande »

— Ernst Stadler, « Une danse des morts dans les formes obligées d'un cérémonial de cour », dans Heym La ville de souffrance, Arfuyen, p. 43.
Des membres du Nouveau Club parviennent à faire paraître quelques mois après la mort de Heym un volume de poèmes de leur ami sous le titre de Umbra vitae (Leipzig, 1912).

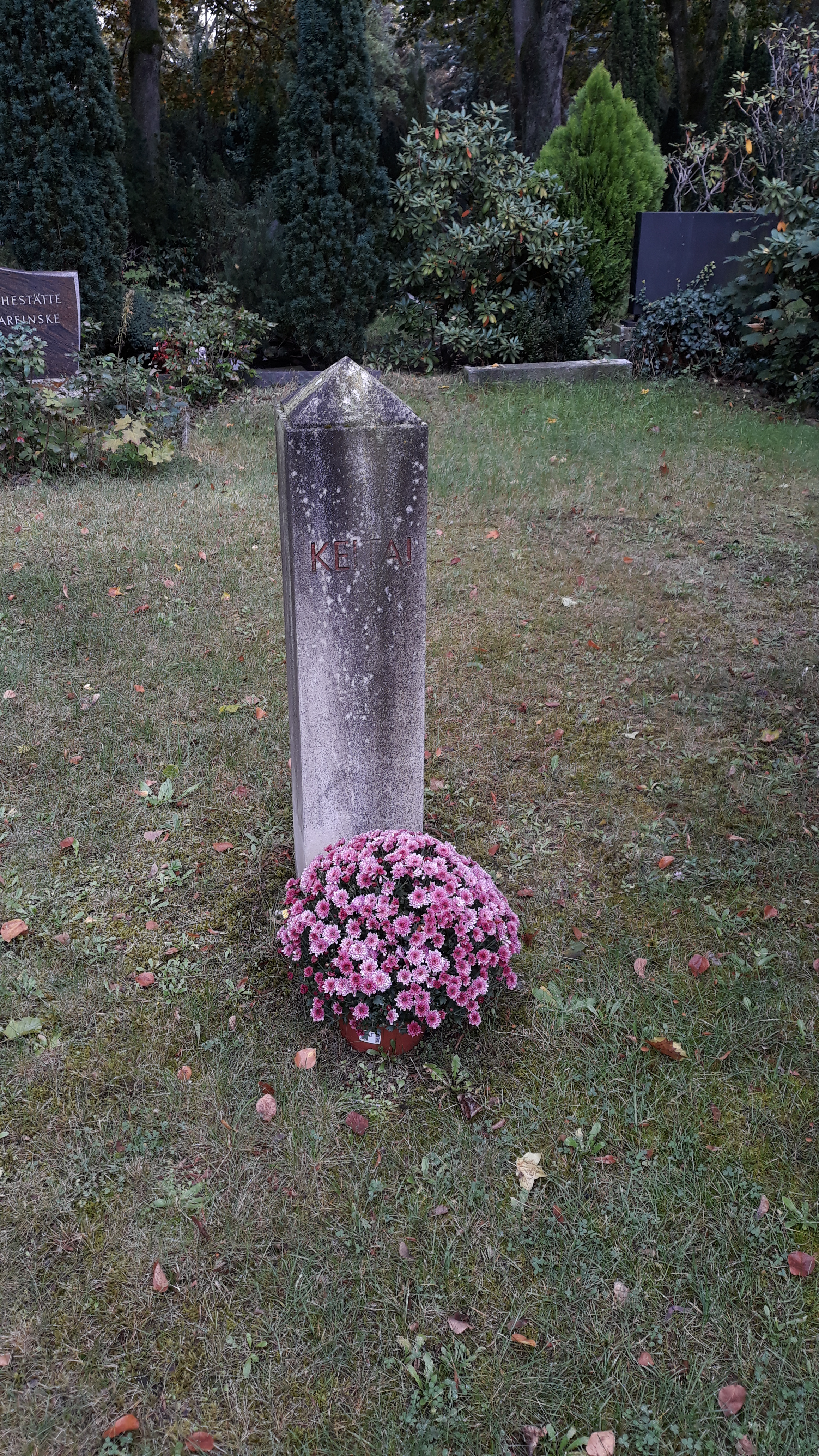
Tombe du poète Georg Heym, au cimetière évangélique Luisen-Kirchhof II à Berlin-Charlottenbourg.

## Poèmes (extraits)
« Dans ses cheveux un nid de jeunes rats d'eau (Im Haar ein Nest von jungen Wasserratten)

Et ses mains avec ses bagues posées sur l'eau

Comme des ailerons, elle flotte dans l'ombre

De la grande forêt qui dort, vierge, dans l'onde. »

— Ophélie [1re  strophe], novembre 1910,Traduction : Dominique Iehl, Dans Georg Heym — Œuvre poétique 1910-1912, L'Harmattan, p. 93

« Sur des maisons en bloc, il siège large. (Auf einem Häuserblocke sitzt er breit)

Les vents campent noirs autour de son front.

Tout à sa fureur, il regarde loin où, dans la solitude,

Les dernières maisons se perdent dans la campagne.

Du soir brille le ventre rouge de Baal

Les grandes villes autour de lui s'agenouillent.

Des carillons en nombre immense

Affluent vers lui d'une mer de tours noires. »

— Le Dieu de la ville [Strophes 1-2], décembre 1910, Traduction : Jean-François Eynard, dans Heym La ville de souffrance, Arfuyen, p. 15

« Tes cils, tes longs cils, (Deine Wimpern, die langen...)

L'eau sombre de tes yeux,

Laisse-moi m'y plonger,

Et aller jusqu'au fond. »

— Tes cils, tes longs cils... [1re strophe], À Hildegard K, juillet 1911,Traduction : Dominique Iehl, Dans Georg Heym — Œuvre poétique 1910-1912, L'Harmattan, p. 183

« Et ils contemplent les grandes constellations,

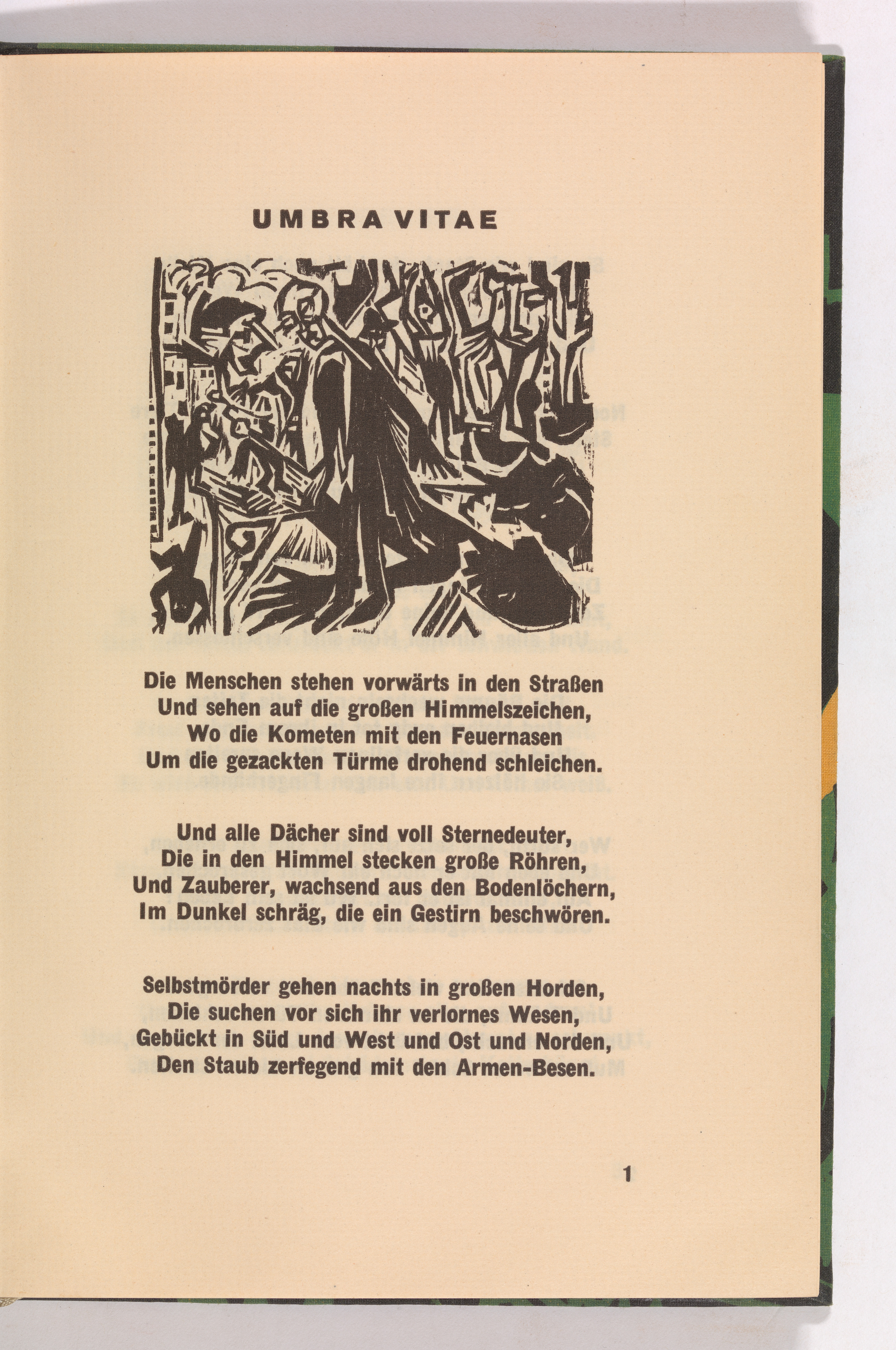
Dans les rues les hommes s'avancent et se dressent... (Die Menschen stehen vorwärts in den Strassen...), in Umbra vitae.

Où les comètes avec leur nez plein de flammes

Encerclent, menaçantes, les créneaux des tours.
Et partout sur les toits on voit des astrologues

Qui pointent vers le ciel des immenses tuyaux.

Et des magiciens, jaillis des trous du sol,

Dans l'ombre, obliquement, implorant une étoile. »

— Dans les rues les hommes s'avancent et se dressent... (Die Menschen stehen vorwärts in den Strassen) [Strophes 1 et 2], octobre 1911,Traduction : Dominique Iehl, Dans Georg Heym — Œuvre poétique 1910-1912, L'Harmattan, p. 249

## Œuvres

### En allemand

#### Œuvres complètes
- Karl Ludwig Schneider (de) (Hrsg.): Georg Heym: Dichtungen und Schriften. Gesamtausgabe.
  - Band 1: Lyrik. Mit Gunter Martens unter Mithilfe von Klaus Hurlebusch und Dieter Knoth. 1964; (de) « Publications de et sur Georg Heym », dans le catalogue en ligne de la Bibliothèque nationale allemande (DNB).
  - Band 2: Prosa und Dramen. Mit Curt Schmigelski. (1962)

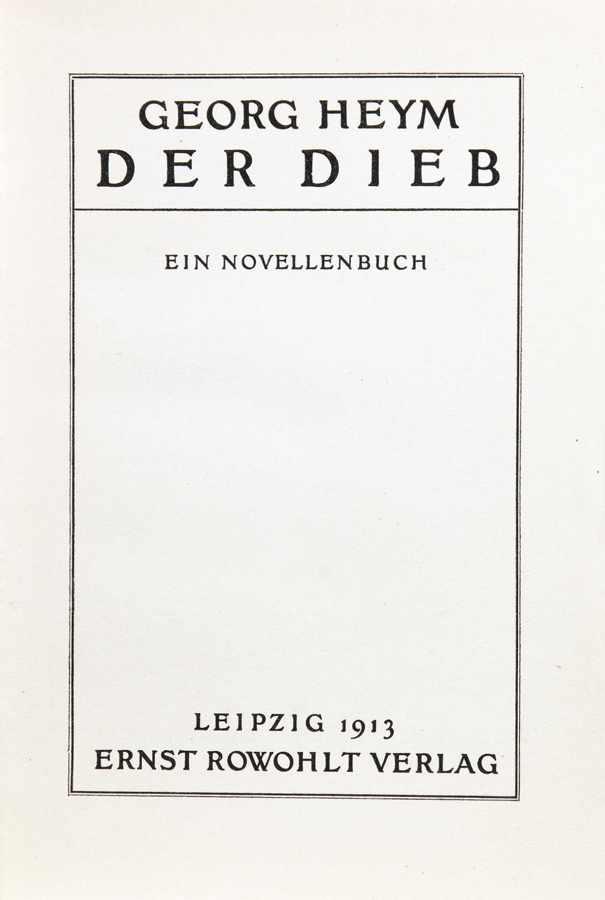
Georg Heym, Der Dieb. Ein Novellenbuch [Le voleur. Un livre de nouvelles], Leipzig, Ernst Rowohlt Verlag, 1913.

- - Band 3: Tagebücher, Träume und Briefe. Unter Mithilfe von Paul Raabe und Erwin Loewenson (de). (1960)
  - Band 4 (als Band 6 angek.): Georg Heym. Dokumente zu seinem Leben. Mit Gerhard Burkhardt unter Mitwirkung von Uwe Wandrey und Dieter Marquardt. Ellermann, Hamburg 1960–1968; (de) « Publications de et sur Georg Heym », dans le catalogue en ligne de la Bibliothèque nationale allemande (DNB).
- Georg Heym, Gesamtausgabe. Herausgegeben von Karl Ludwig Schneider, (Édition complète par Karl Ludwig Schneider), 4 volumes, Éditions Heinrich Ellermann, 1964 [Édition spéciale pour la Buchgesellschaft scientifique de Darmstadt].
- Karl Ludwig Schneider (Hrsg.): Dichtungen und Schriften. Beck, München 1986 ,  (ISBN 3-406-08552-0)

#### Éditions partielles
- Gedichte. Suhrkamp, Frankfurt 1999 (Bibliothek Suhrkamp),  (ISBN 3-518-01179-0).
- Der Dieb. Ein Novellenbuch. Martus, München 1995,  (ISBN 3-928606-18-2).
- Georg Heym: Umbra Vitae. Nachgelassene Gedichte, Reclam Stuttgart 2009; Mit 47 Originalholzschnitten von Ernst Ludwig Kirchner, Reprint der Ausgabe des Kurt Wolff Verlages, München 1924. Mit Beiträgen von Anita Beloubek-Hammer und Gunter Martens

### Traductions en français

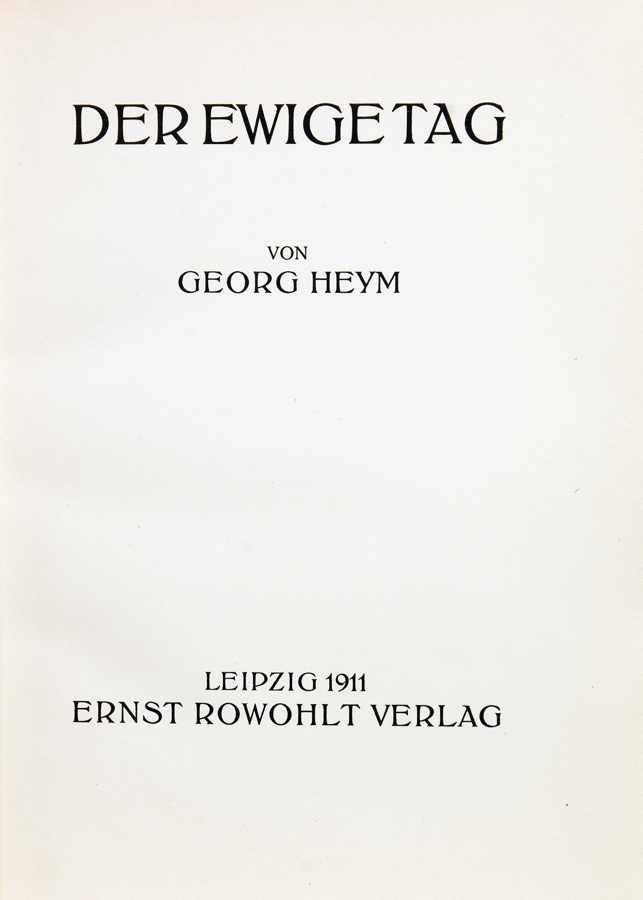
Georg Heym - Der ewige Tag (Le jour éternel), Leipzig, Ernst Rowohlt Verlag, 1911.

- La Ville de souffrance, suivi de fragments du Journal, édition bilingue, postface de Ernst Stadler (mai 1912), Arfuyen, 1987.
- Georg Heym, Le jour éternel, poèmes choisis, présentés et traduits par Jacques Demaude, Collection bilingue, Bruxelles, Orbes, 1991.
- La Dissection et autres nouvelles, Fourbis, 1993.
- Georg Heym, Poèmes 1910-1911, traduits et présentés par Colette Rousselle, Saint Aubin-lès-Elbeuf, 1996. Aurait été précédemment édité en 1983 (d'après le catalogue SUDOC[5]). Information de la BnF: le recueil de poèmes traduits et présentés par Colette Rousselle n'a pas été déposé à la Bibliothèque nationale de France; mais il se trouve à la Bibliothèque de l'Université de Bordeaux.
- Georg Heym — Œuvre poétique 1910-1912, Traduction et postface de Dominique Iehl, L'Harmattan, Collection "De l'Allemand" (dirigée par F.Lartillot et J.Bernat), Paris, 2012.  (ISBN 9782336006598)